# EFEMP1
EFEMP1 (англ. EGF containing fibulin like extracellular matrix protein 1) – білок, який кодується однойменним геном, розташованим у людей на короткому плечі 2-ї хромосоми.  Довжина поліпептидного ланцюга білка становить 493 амінокислот, а молекулярна маса — 54 641.
| 10         |  | 20         |  | 30         |  | 40         |  | 50         |
| ---------- |  | ---------- |  | ---------- |  | ---------- |  | ---------- |
| MLKALFLTML |  | TLALVKSQDT |  | EETITYTQCT |  | DGYEWDPVRQ |  | QCKDIDECDI |
| VPDACKGGMK |  | CVNHYGGYLC |  | LPKTAQIIVN |  | NEQPQQETQP |  | AEGTSGATTG |
| VVAASSMATS |  | GVLPGGGFVA |  | SAAAVAGPEM |  | QTGRNNFVIR |  | RNPADPQRIP |
| SNPSHRIQCA |  | AGYEQSEHNV |  | CQDIDECTAG |  | THNCRADQVC |  | INLRGSFACQ |
| CPPGYQKRGE |  | QCVDIDECTI |  | PPYCHQRCVN |  | TPGSFYCQCS |  | PGFQLAANNY |
| TCVDINECDA |  | SNQCAQQCYN |  | ILGSFICQCN |  | QGYELSSDRL |  | NCEDIDECRT |
| SSYLCQYQCV |  | NEPGKFSCMC |  | PQGYQVVRSR |  | TCQDINECET |  | TNECREDEMC |
| WNYHGGFRCY |  | PRNPCQDPYI |  | LTPENRCVCP |  | VSNAMCRELP |  | QSIVYKYMSI |
| RSDRSVPSDI |  | FQIQATTIYA |  | NTINTFRIKS |  | GNENGEFYLR |  | QTSPVSAMLV |
| LVKSLSGPRE |  | HIVDLEMLTV |  | SSIGTFRTSS |  | VLRLTIIVGP |  | FSF        |

A: Аланін

C: Цистеїн

D: Аспарагінова кислота

E: Глутамінова кислота

F: Фенілаланін

G: Гліцин

H: Гістидин

I: Ізолейцин

K: Лізин

L: Лейцин

M: Метіонін

N: Аспарагін

P: Пролін

Q: Глутамін

R: Аргінін

S: Серин

T: Треонін

V: Валін

W: Триптофан

Кодований геном білок за функцією належить до факторів росту. 
Задіяний у таких біологічних процесах як поліморфізм, альтернативний сплайсинг. 
Білок має сайт для зв'язування з іоном кальцію. 
Локалізований у позаклітинному матриксі.
Також секретований назовні.